# Malagueira
Malagueira is een plaats (freguesia) in de Portugese gemeente Évora en telt 13123 inwoners (2001).